# Biblioteca civica Vincenzo Joppi
La Biblioteca civica "Vincenzo Joppi" fu istituita a Udine nel 1864 ed è la principale biblioteca pubblica del Friuli. Ha un patrimonio di oltre 560.000 documenti (fra libri, periodici, manoscritti, microfilm, CD e DVD) ospitati nella sede centrale di Palazzo Bartolini e nelle 8 biblioteche circoscrizionali della città.

## Storia

### Dalle origini al 1878
Nel 1827 il conte Ottavio Tartagna donò alla città di Udine 2625 volumi, i quali dovevano costituire la base dell'ancora inesistente biblioteca cittadina. Tuttavia, poiché gli eredi del conte non consegnarono materialmente il fondo Tartagna prima del 1856, la città rimase priva di una biblioteca pubblica ancora per tutti gli anni trenta e quaranta dell''800. In questo lasso di tempo le funzioni della biblioteca civica furono (in parte) assolte dalla Società del gabinetto di lettura di Udine e dalla biblioteca dell'Accademia Udinese di Scienze, Lettere e Arti.
A vent'anni di distanza dal lascito Tartagna, il 1º luglio 1847, un altro nobiluomo, il cavalier Andrea Francesco Giorgio Altesty, sottoscrisse un contratto con l'allora podestà Antonio Caimo Dragoni con il quale egli donava alla cittadinanza parte dei suoi libri, a patto, però, che la Municipalità si impegnasse a dedicare una sala alla biblioteca pubblica. Il Consiglio comunale, allora, istituì formalmente la Biblioteca civica di Udine il 22 dicembre 1847.
Nonostante questo atto formale, la biblioteca non viene di fatto aperta e solo il 29 dicembre 1851 viene nominato il primo bibliotecario: l'abate Giuseppe Bianchi.
Si dovrà comunque aspettare fino al 2 maggio 1864 perché la Biblioteca civica venga ufficialmente inaugurata e aperta al pubblico. Essa aveva sede nel palazzo Municipale ed era formata dai fondi Tartagna e Altesty, dai circa 3500 volumi donati dai cittadini di Udine e da quelli messi a disposizione dall'Accademia. Giuseppe Bianchi rimaneva il bibliotecario ufficiale e gli veniva affiancato Giuseppe Manfroi in qualità di custode (colui che materialmente fungeva da distributore e compilava i cataloghi necessari) della biblioteca.
Dopo due anni, il 13 maggio 1866, la Biblioteca civica fu spostata (insieme all'Accademia, al Gabinetto di lettura, al Museo patrio e alla Società agraria) dai locali superiori della Loggia del Lionello a Palazzo Bartolini, dove si trovano ancora oggi la sede centrale e gli uffici amministrativi della Biblioteca. Questo spostamento fu possibile grazie alla donazione della gentildonna Teresa Dragoni Bartolini, che lasciò alla città di Udine il suo palazzo seicentesco insieme a 2000 lire a favore del bibliotecario. Sempre nel 1866, il bibliotecario Giuseppe Bianchi, ormai anziano, lasciò il suo incarico. Al suo posto, il 23 agosto dello stesso anno, venne nominato l'abate Jacopo Pirona.
Jacopo Pirona, che tanto aveva contribuito alla nascita di questa istituzione, restò in carica solamente per due anni, fino al settembre 1868. Gli successe, in qualità di conservatore (e quindi di effettivo direttore della struttura) il nipote, Giulio Andrea Pirona.

### Dal 1878 al 1908

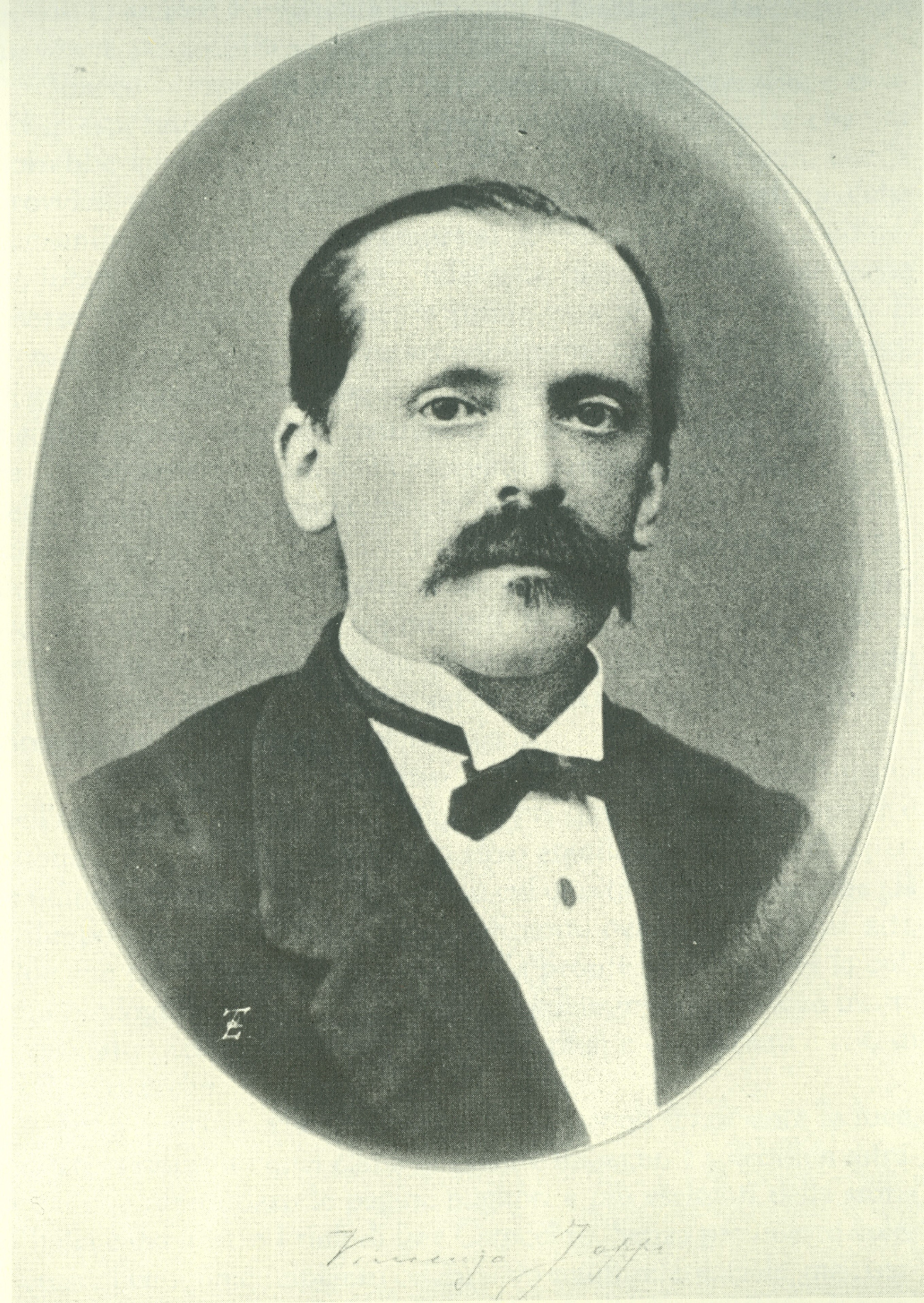
Vincenzo Joppi (1824-1900)

A causa della malattia del custode Giuseppe Manfroi, la biblioteca venne chiusa al pubblico il 5 febbraio 1876 e fu tenuta aperta solo a periodi alterni dalla Commissione per la biblioteca. La situazione non si risolse prima del 1º maggio 1878, giorno in cui Vincenzo Joppi vinse il concorso pubblico e divenne il nuovo bibliotecario (assistito da Giobatta Missio). Si aprì così un periodo di grande sviluppo per la biblioteca: i 2353 lettori del 1876 diventarono 4496 nel 1899 (ultimo anno interamente sotto la gestione Joppi), con un picco di 9632 utenti nel 1886. Tuttavia l'intento e il merito principale di Vincenzo Joppi in qualità di bibliotecario fu quello di riunire quanti più documenti possibili riguardanti principalmente la storia del Friuli, ma non solo. Grazie alla sua instancabile attività di ricerca presso archivi e biblioteche (pubbliche e private) e grazie ai numerosi contatti con intellettuali italiani e stranieri, la biblioteca di Udine divenne "un autentico focolare delle cultura friulana" e il suo patrimonio più che raddoppiò: se nel 1877 le opere possedute erano 14739 e i volumi 25656, ventuno anni dopo, nel 1898, le opere possedute passarono a 35248 e i volumi erano circa 60.000. Joppi, che nella domanda presentata al concorso del 1878 aveva esplicitato la propria "vocazione" dichiarando "di rinunziare a qualunque altra occupazione pubblica o privata, e di dedicarsi esclusivamente all'esatto disimpegno de' suoi doveri ed allo sviluppo dell'Istituzione", rimase in carica fino a pochi mesi prima della morte, che lo colse il 1º luglio 1900.
Dopo un paio d'anni di transizione sotto la guida del futuro senatore e presidente dell'AIB, Pier Silverio Leicht, nel 1902 Felice Momigliano fu nominato direttore pro tempore della biblioteca e sovrintendente dell'archivio. Nonostante non fosse ben visto da alcuni giornali locali (come il "Giornale di Udine" e "Il Crociato") in quanto socialista ed ebreo e anche se egli non poteva vantare una conoscenza della storia e della cultura friulana pari a quella di Joppi, il professor Momigliano fu una figura non secondaria della cultura italiana tra XIX e XX secolo e riuscì a dare ulteriore sviluppo all'istituzione che dirigeva. Nel 1907, infatti, riuscì a far trasferire i Musei civici dal Palazzo Bartolini ai locali del Castello di Udine (dove si trovano ancora oggi) e in questo modo venivano ricavati nuovi spazi per la biblioteca, che era in continua espansione. Nello stesso anno, inoltre, iniziò anche la pubblicazione del "Bollettino della Civica Biblioteca e del Museo", un periodico che nei suoi sette anni di vita, dal 1907 al 1913, vide collaborare intellettuali di primo piano nel panorama udinese come Pio Paschini, Antonio Battistella, Bindo Chiurlo e Giuseppe Ellero.

### La Prima Guerra Mondiale
Nell'estate del 1908 Momigliano lasciò il suo incarico e fu sostituito da un altro piemontese, Angelo Bongioanni (1864-1931). Amico di Momigliano e studioso di onomastica e toponomastica, già dal 1903 egli ricopriva il ruolo di vicebibliotecario. Con l'ingresso dell'Italia nel primo conflitto mondiale, nel 1915 la Commissione per la Biblioteca e il Museo decise di depositare in un luogo sicuro i manoscritti, i libri e i documenti più importanti presenti nella biblioteca e nell'archivio comunale. Le 101 casse contenenti i "tesori" della Civica furono in un primo momento collocate nei sotterranei dell'ospedale di Udine. Nel 1917, però, l'offensiva austro-ungarica appariva (a ragione) imminente e dunque fu ordinato all'allora bibliotecario della Marciana, Giulio Coggiola, di trasferire a sud degli Appennini i fondi librari più importanti dell'Italia nord-orientale. Dopo alcune esitazioni, anche le casse della Civica di Udine furono portate alla Biblioteca Statale di Lucca, sotto la supervisione di Giovanni Battista della Porta (1873-1954), l'incaricato dal Comune di Udine per le pratiche della consegna. Il 27 ottobre 1917 la Biblioteca venne chiusa e Bongioanni e Della Porta scapparono insieme alle famiglie rispettivamente a Torino e a Bologna. Dopo la presa di Udine, l'esercito tedesco fece di Palazzo Bartolini il centro di studio e di raccolta di libri e oggetti d'arte da salvare presenti in città e nelle aree limitrofe. Anche se la biblioteca fu gestita da alcuni colti ufficiali tedeschi e non ci furono "perdite drammatiche", specialmente durante le prime fasi della conquista furono portati via libri e carte geografiche, le suppellettili vennero danneggiate, il catalogo a schede fu manomesso e gli Atti della biblioteca, dal giugno 1917 a tutto il 1918, furono dispersi. Inoltre, quasi tutte le attività ordinarie della biblioteca, come l'acquisto di pubblicazioni e degli abbonamenti ai periodici, furono interrotte per tutto il periodo di occupazione. La situazione tornò lentamente alla normalità dopo la fine della guerra: il 19 aprile 1919 Angelo Bongioanni riassunse le funzioni di bibliotecario e il 5 giugno 1920 tornarono a Udine (sempre sotto la supervisione di Della Porta) anche le 101 casse conservate a Lucca.

### Dal 1924 al 1991

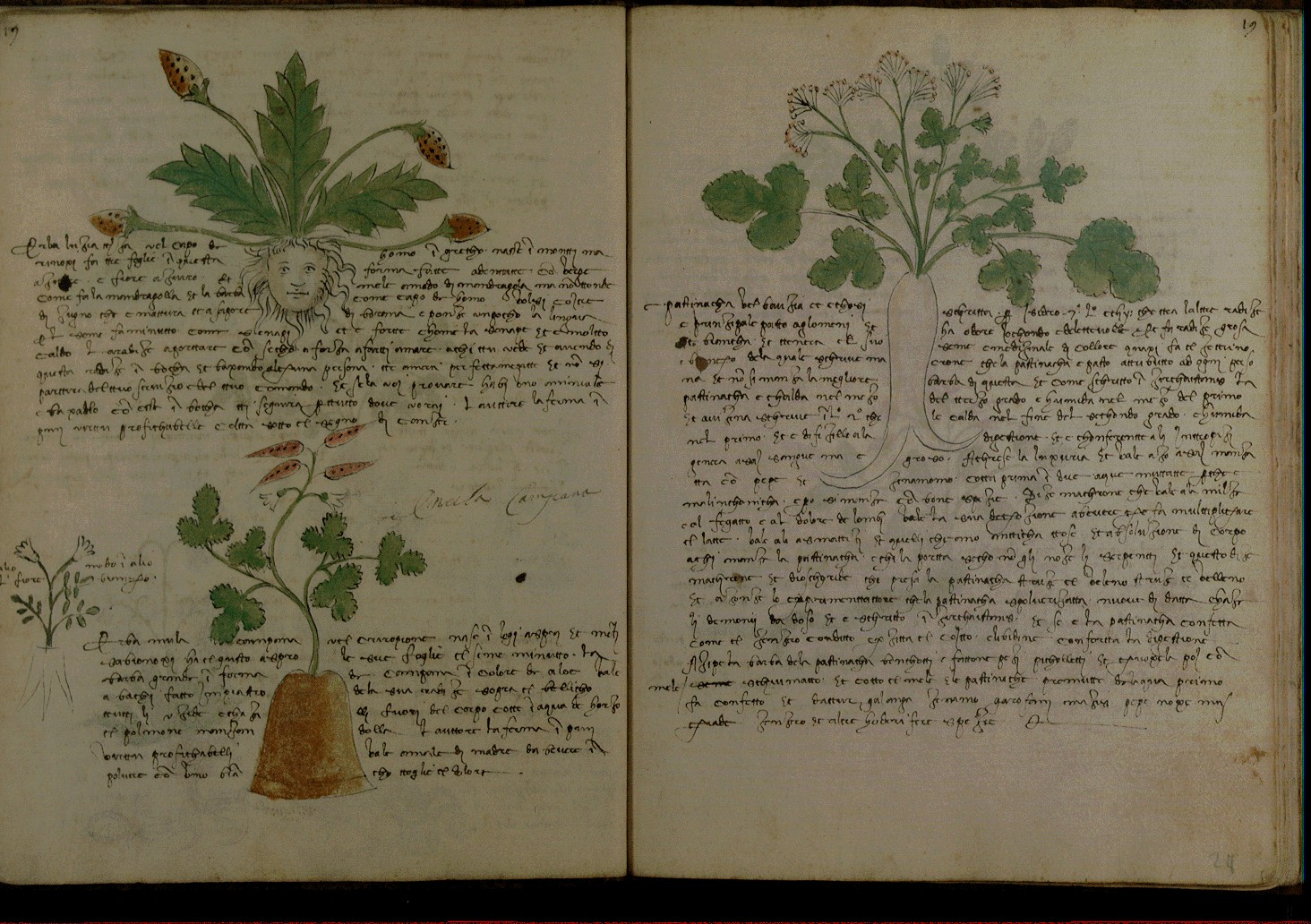
Erbario del XV secolo (F. principale ms. 1161).

Dopo due anni da vicebibliotecario, a Bongioanni succedette, nel 1924, Giovanni Battista Corgnali. Glottologo e appassionato studioso di storia e tradizioni del Friuli, negli oltre trent'anni in cui lavorò alla biblioteca civica (il suo periodo di attività è il più lungo nella storia della "Vincenzo Joppi") continuò a raccogliere, conservare e mettere a disposizione documenti riguardanti ogni aspetto della vita e della lingua della sua regione, contribuendo a "trasformare la Biblioteca in un centro vivo di ricerca per tutto quanto riguardava il patrimonio culturale del Friuli". L'altro suo grande merito in veste di bibliotecario fu quello di compilare i tre volumi degli "Inventari dei manoscritti delle biblioteche d'Italia" (vol. 46, 49 e 78, pubblicati rispettivamente nel 1930, 1931 e 1952-1953), in cui delineò storia e composizione dei fondi della biblioteca che dirigeva. Sempre durante la gestione Corgnali, e più precisamente nel 1925, il Comune di Udine decise di rendere omaggio a Vincenzo Joppi, intitolandogli la Biblioteca civica che da allora porta il suo nome.
Nel 1954 Giovanni Comelli fu chiamato a sostituire il Cognali. Fin dall'inizio egli si adoperò per ampliare e ammodernare gli spazi della civica, che anche in quegl'anni continuava a crescere. Infatti, oltre alla donazione dei fondi Piemonte e del Torso e all'acquisizione da parte del Comune di Udine delle pergamene provenienti dal Castello di Valvasone, a metà degli anni cinquanta confluirono alla "Vincenzo Joppi" anche le carte autografe di due tra i massimi esponenti della letteratura italiana del XIX secolo, Ippolito Nievo e Caterina Percoto.
Nel 1962 Lelia Sereni prese il posto di Giovanni Comelli. Prima (e unica, per il momento) bibliotecaria nella storia della biblioteca civica di Udine, la Sereni cercò di valorizzare e rendere accessibile il patrimonio dell'istituzione che dirigeva. Nei 27 anni in cui restò in carica, infatti, pubblicò molti dei materiali inediti della "Vincenzo Joppi" e nel 1983 curò la mostra "I Tesori della Civica Biblioteca: mostra di manoscritti e libri rari", con cui si voleva "assegnare il giusto rilievo ad un'istituzione culturale cittadina depositaria di importantissime testimonianze archivistiche e librarie raccolte nel corso di oltre un secolo". Dal punto di vista organizzativo, invece, c'è da notare che la Civica di Udine dai primi anni ottanta ha inglobato in un unico sistema bibliotecario urbano le altre 8 biblioteche delle sette circoscrizioni cittadine: 
- 1^ Circoscrizione "Udine Centro" in via Chinotto 1;
- 2^ Circoscrizione "Cormor - S. Rocco" in via Joppi 68;
- 2^ Circoscrizione "Rizzi - S. Domenico" in via Martignacco 146;
- 3^ Circoscrizione "Laipacco - S. Gottardo" in viale Forze Armate 4;
- 4^ Circoscrizione "Udine Sud" in via Pradamano 21;
- 5^ Circoscrizione "Cussignacco" in via Veneto 164;
- 6^ Circoscrizione "S. Paolo - S. Osvaldo" in via S. Stefano 5;
- 7^ Circoscrizione "Chiavris - Paderno" in via Piemonte 84/7.

Con un patrimonio complessivo di oltre 44 000 volumi, esse raccolgono un'utenza di base e vi si possono trovare i principali testi sia per le ricerche scolastiche sia per le letture più piacevoli, con particolare riguardo per letteratura narrativa sia per adulti che per ragazzi. La minore formalizzazione delle procedure per il prestito e la disposizione dei libri a scaffale aperto contribuiscono a rendere più amichevole l'approccio alla struttura.

### La Biblioteca oggi[26]
Lelia Sereni lasciò il suo incarico nel 1989 e dal 19 gennaio 1991 Romano Vecchiet è il nuovo direttore della Biblioteca civica, che si articola oggi in sette sezioni:
- Sezione Friulana: nata nel giugno 2000, rappresenta la più completa raccolta di documenti sulla cultura friulana e sulla città di Udine. Si trova in una sala dedicata, ad accesso controllato ed assistito. Sono presenti 9 postazioni di studio e, oltre ai circa 1500 volumi a scaffale aperto, si possono trovare molte testate giornalistiche riprodotte in formato digitale.
- Sezione Manoscritti e rari: si occupa di valorizzare e mettere a disposizione i materiali più antichi e preziosi custoditi dalla "Vincenzo Joppi" ed è composta da circa 10 000 manoscritti, 124 incunaboli, 3000 cinquecentine e da un gran numero di edizioni a stampa del XVII e XVIII secolo.
- Sezione Moderna: ospita a scaffale aperto oltre 12 000 volumi editi negli ultimi anni e vi si possono trovare anche diversi materiali multimediali come DVD di film, documentari e audiolibri. Aperta al pubblico nel 1999, dal marzo 2000 questa sezione si trova in Sala Corgnali, un ampio ambiente ricavato al piano terra dello stabile adiacente a Palazzo Bartolini, in riva Bartolini 5.
- Sezione Periodici: la "Vincenzo Joppi" è abbonata a circa 300 tra giornali, riviste e pubblicazioni, numerosi sono inoltre i periodici che arrivano gratuitamente. Una parte della Sala Corgnali è dedicata all'emeroteca, dove si possono trovare l'ultimo numero delle riviste e il quotidiano del giorno delle più importanti testate nazionali e di tutte quelle locali. I numeri vecchi di quotidiani e periodici sono conservati nei magazzini e vanno richiesti all'Ufficio Distribuzione.
- Sezione Musica: nata nei primi anni ottanta raccogliendo i libri di interesse musicale già presenti in biblioteca, questa sezione ha continuato ad espandersi e nel 2001 contava circa 5 000 volumi, 3200 CD-ROM, 2700 cassette, 1000 partiture e molti LP[27]. Nel 2000 è stata una delle sezioni della biblioteca più frequentate con oltre 47 000 prestiti fra libri, cassette e CD-ROM[27]. Dopo un primo periodo in Sala Corgnali, ora si trova in Via Martignacco 146, adiacente alla Biblioteca della 2ª Circoscrizione.
- Sezione Cinema: istituita grazie a "uno dei primi fondi di film in DVD mai pervenuti a una biblioteca pubblica italiana"[28], essa comprende anche un certo numero di libri sul cinema. I DVD non sono ammessi al prestito ma sono visibili in sede (vi si accede dalla Sezione moderna) grazie a diverse postazioni computer.
- Sezione Ragazzi: l'obiettivo di questa sezione è promuovere il piacere della lettura nei bambini e nei ragazzi e a questo scopo viene organizzato un gran numero di attività come animazioni pomeridiane, incontri con l'autore, corsi per bambini e insegnanti, mostre bibliografiche e la presentazione di libri. Il suo patrimonio (oltre 16 000 libri, diverso materiale multimediale e alcune riviste) è rivolto sia ai ragazzi sia agli educatori, con saggi sulla lettura, la didattica, la psicologia infantile e la puericultura. Questa sezione si trova nello stabile adiacente a Palazzo Bartolini, lo stesso dove è stata ricavata Sala Corgnali.

Per riuscire ad erogare un servizio di qualità pur razionalizzando i costi, nel 2009 è nato il Sistema Bibliotecario dell'Hinterland Udinese (SBHU). Questa rete di cooperazione comprende oggi le biblioteche di 15 comuni (Buja, Manzano, Martignacco, Pasian di Prato, Pavia di Udine, Pradamano, Pozzuolo del Friuli, San Giovanni al Natisone, Santa Maria la Longa, Tarcento, Tavagnacco, Treppo Grande, Tricesimo, Trivignano Udinese e, ovviamente, Udine) e dal 7 ottobre 2013 l'accesso alla ricerca sui dati bibliografici del Sistema Bibliotecario dell'Hinterland Udinese si effettua dal catalogo unico on-line.

## Iniziative culturali e pubblicazioni
La Biblioteca civica "Vincenzo Joppi" si occupa non solo di custodire il suo patrimonio ma anche di valorizzarlo e renderlo fruibile, facendo sì che la biblioteca diventi un luogo di incontro e di divulgazione scientifica. A questo scopo vengono organizzati diversi incontri con l'autore e numerose sono le proposte di lettura. Dal 1991 ad oggi sono state ben 41 (senza contare articoli o estratti da riviste) le pubblicazioni curate dalla "Vincenzo Joppi" ed inoltre la biblioteca civica ha promosso mostre (per esempio: "Io nacqui Veneziano... e morrò per la grazia di Dio Italiano. Ippolito Nievo negli scritti autografi verso l'Unità d'Italia" del 2011) e convegni (di cui ha curato anche la pubblicazione degli atti), come quelli dedicati a Giulio Andrea Pirona (1995) e a Vincenzo Joppi (2000).

## Acquisizioni[31]
- 1867: Grazie all'interessamento dell'allora conservatore, l'abate Jacopo Pirona, la Biblioteca acquisì un primo nucleo di manoscritti storici, i quali, a seguito della soppressione delle corporazioni religiose avvenuta nel periodo napoleonico, si trovavano presso l'Ufficio Demaniale.
- 1869: Con l'apertura della biblioteca pubblica il Gabinetto di lettura era di fatto entrato in crisi. Trasferito con la Civica a Palazzo Bartolini nel 1866, tre anni dopo gli organi direttivi del Gabinetto decisero di passare la quasi totalità del suo patrimonio librario (formalmente di proprietà della Accademia Udinese di Scienze, Lettere ed Arti) alla biblioteca[3].
- 1881: In quell'anno fu depositata la seconda parte (1133 tra buste e volumi) degli archivi delle congregazioni religiose soppresse che era prima custodita presso l'Intendenza di Finanza.
- 1884: A vent'anni dall'inaugurazione ufficiale della Biblioteca civica, l'Archivio antico del Comune venne trasferito a Palazzo Bartolini. Esso racchiudeva una grande mole di documenti riguardanti la storia politica, amministrativa ed economica di Udine dal 1345 alla prima parte del XIX secolo.
- 1925: In quella data venne consegnata alla Biblioteca anche la seconda parte dell'Archivio comunale, comprendente le carte pubbliche che vanno da inizio '800 al 1870.
- 1957: La municipalità di Udine decise, nel 1957, di acquistare 1023 pergamene provenienti dal Castello di Valvasone. Tali manoscritti (il più antico dei quali risale addirittura al 1202) hanno una fondamentale rilevanza storica poiché riportano gli atti familiari di casate che ebbero ruoli di grande prestigio nella storia del Patriarcato di Aquileia[32].

## Fondi principali
- Fondo Tartagna: la collezione della famiglia Tartagna "è il nucleo attorno al quale si andrà sviluppando [...] la Biblioteca Comunale di Udine"[33]. Donata formalmente nel 1827 ma consegnata solo nel 1856, essa è formata da 2625 volumi (a cui se ne dovrebbero aggiungere 292 conservati a Venezia) tra manoscritti ed edizioni a stampa, comprese Le antiguidades de Roma di Andrea Palladio in un'edizione del XVI secolo.
- Fondo Pirona: nel 1870 Giulio Andrea Pirona (che era conservatore da appena due anni) donò alla biblioteca l'importante raccolta di manoscritti che lo zio, l'abate Jacopo Pirona, aveva ritrovato o trascritto in tanti anni di ricerche[34]. Inoltre, alla sua morte, nel 1895, il naturalista friulano lasciò la sua raccolta di piante, molluschi e fossili al Comune di Udine e la sua collezione di libri e manoscritti alla Biblioteca civica. In questo fondo sono conservati, fra gli altri, i tre volumi del Nuovo Vocabolario Friulano (MS. f.p. 2192) compilati dallo stesso Giulio Andrea Pirona con all'interno delle annotazioni che ne documentano le difficoltà legate alla pubblicazione[35].

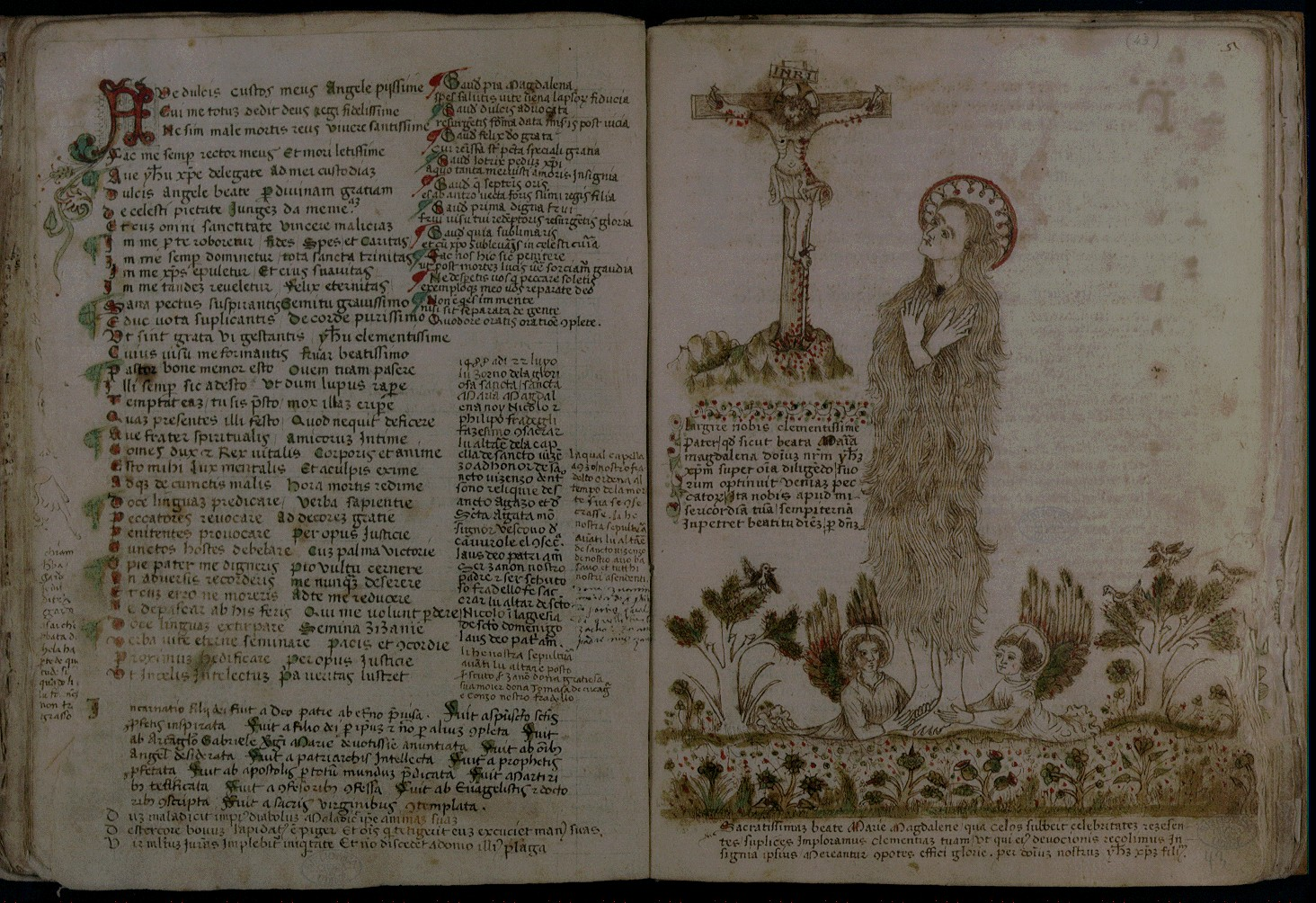
F. Joppi, ms. 61.

- F. Joppi, ms. 61.Fondo Ottelio: dopo la morte di Tommaso Antonio Ottelio, nel 1872 gli eredi lasciarono alla cittadinanza di Udine il suo imponente patrimonio bibliografico, formato da pregevoli manoscritti, alcuni incunaboli e molte edizioni rare del XVI, XVII e XVIII secolo[17].
- Fondo Bianchi: nel 1875 Lorenzo e Stefano Bianchi donarono alla biblioteca la collezione dell'abate Giuseppe Bianchi, costituita da 61 volumi contenenti le copie manoscritte di ben 6064 documenti riguardanti la storia del Friuli dal XIII al XV secolo[34].
- Fondo Vidoni: nel 1881 l'ingegner Giuseppe Vidoni lasciò alla Civica di Udine la propria biblioteca, contenente, tra le altre cose, una raccolta di mappe e di manoscritti di carattere tecnico della prima metà dell''800[17].
- Fondo di Toppo: morto il conte Francesco di Toppo, la vedova Margherita Ciconi Beltrame nel 1883 donò la raccolta del marito alla Città di Udine. Essa era costituita da un gran numero di reperti archeologici provenienti da Aquileia, da un archivio di famiglia e da una biblioteca. La collezione archeologica entrò a far parte dei Civici Musei e, quindi, dal 1906 si trova presso il Castello di Udine[36]. L'archivio storico fu consegnato alla biblioteca civica solo nel 1905 e copriva un arco cronologico che va dal 1217 al 1852. Esso comprendeva pergamene, carte e documenti riguardanti la famiglia di Toppo, ma anche gli atti della famiglia Savorgnan della Bandiera e della famiglia Wassermann, confluiti nell'archivio del conte Francesco per ragioni ereditarie. Dal 1959 tutto questo corpus non fa più parte della biblioteca civica essendo stato spostato presso l'Archivio di Stato di Udine[37]. La terza parte della raccolta era rappresentata da 4143 opere a stampa distribuite su un numero di volumi quasi doppio, a cui vanno aggiunti una sessantina di manoscritti (inseriti nel fondo principale della biblioteca) che vanno dal XIV al XIX secolo. Tra le opere a stampa (conservate proprio nella Sala Toppo, che oggi ospita la Sezione Manoscritti e Rari della biblioteca civica) si trovano circa 300 cinquecentine e 48 incunaboli, compresi i Commentarii di Cesare, pubblicati a Venezia nel 1471 da Nicolas Jenson, che costituiscono la più antica edizione posseduta dalla "Vincenzo Joppi", l'unica copia conservata in Italia del Doctrinale di Alexander de Villa Dei del 1474[38] e le Constitutioni de la Patria del Friouli, ovvero il primo libro stampato a Udine (1484) ad opera del tipografo Gerardo di Fiandra.
- Fondo Pick: prima di morire, il famoso pedagogo Adolfo Pick nominò il Comune di Udine unico erede dei propri beni e così, nel 1896, la sua collezione entrò a far parte della biblioteca civica. Il fondo Pick, pur non essendo molto consistente, è di notevole interesse poiché comprende una raccolta di libri di argomento pedagogico, le collezioni di riviste, le sue opere, le lettere ed il ricco carteggio personale[17].
- Fondo Joppi: Vincenzo Joppi, che già mentre era bibliotecario metteva a disposizione degli studiosi di cose friulane la sua raccolta privata[17], quando lasciò il suo incarico decise di donare alla Civica di Udine tutta la collezione di libri e documenti che lui e il fratello Antonio avevano raccolto in decenni di ricerche. Il fondo Joppi può essere diviso in tre parti: la prima consta di oltre 700 volumi e cartelle contenenti lettere, pergamene, memorie, opere originali o in copia, 7 volumi in folio di Autographa membranacea aquilejensia, contenenti circa 1200 documenti dal 1096 al XIX secolo, e i 18 volumi dei Notariorum con i registri degli atti notarili a partire dal XIII secolo. La seconda parte è costituita dal fondo librario vero e proprio che raccoglie un gran numero di opere a stampa (dagli incunaboli alle edizioni ottocentesche) di soggetto regionale. La terza e ultima parte è invece composta da 300 cartelle miscellanee che comprendono opuscoli a stampa ed esemplari fuori commercio che sono di estremo interesse per lo studio delle cose friulane. Il fondo Joppi, incorporato tra il 1900 e il 1906, "costituisce una delle strutture portanti della Civica"[32] e la sua consistenza è tale che all'epoca fu necessaria una completa revisione dell'inventario del fondo manoscritti della biblioteca, il quale appare ancora oggi suddiviso in "fondo Joppi" e "fondo principale della Biblioteca".
- Fondo Wolf: Il professor Alexander Wolf fu un membro molto attivo del mondo culturale udinese: amico di Vincenzo Joppi, era stato, tra le altre cose, membro della Commissione per la Biblioteca civica e dell'Accademia Udinese di Scienze, Lettere ed Arti. Dopo la morte avvenuta nel 1904, il Comune di Udine acquistò dagli eredi la sua raccolta di libri e manoscritti per la cifra di 1230, 63 Lire. Dopo la vendita dei libri già presenti alla Civica di Udine e delle carte riguardanti il territorio di Tortona, il fondo Wolf fu catalogato e riposto in una sala della biblioteca che riportava il suo nome. Di questa collezione fanno parte diversi libri a stampa (si va dall'archeologia alla lessicografia latina), alcune carte personali, un consistente epistolario e un'enorme mole di documenti di toponomastica friulana, archeologia, numismatica e di storia[39].

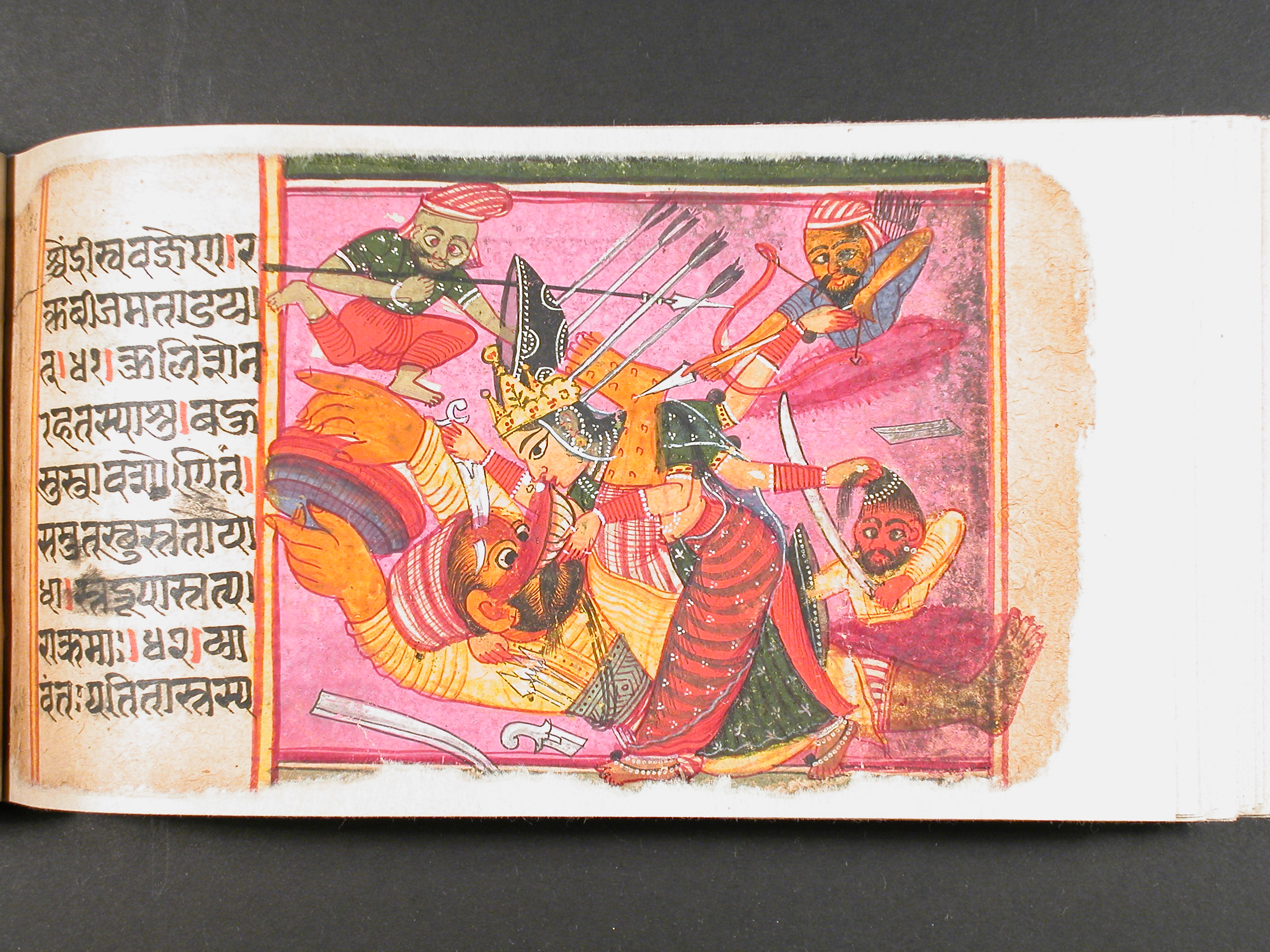
Pagina del Devi-Mahatmya (F. principale ms. 4510), manoscritto indiano del XVII secolo.

- Pagina del Devi-Mahatmya (F. principale ms. 4510), manoscritto indiano del XVII secolo.Fondo Tessitori: dopo la morte dell'indologo Luigi Pio Tessitori, nel 1923 la famiglia donò al Museo civico di Udine una serie di oggetti personali e parte della collezione di armi di provenienza indiana appartenute allo studioso[40] e alla biblioteca civica quasi 4 000 volumi (tra manoscritti e libri a stampa), tra cui il prezioso Devi-Mahatmya (MS. Joppi 4510), un codice miniato di origine indiana risalente al XVII secolo[41].
- Fondo Manin: la biblioteca appartenente alla famiglia Manin era una della maggiori collezioni patrizie veneziane[42] ed era custodita a Palazzo Dolfin Manin, a Venezia. Nel 1867 venne trasportata nella Villa di Passariano e lì rimase fino alla fine del 1917, quando il complesso architettonico fu occupato dallo Stato maggiore di Guglielmo II di Germania e la biblioteca fu spostata nella chiesa di Sant'Antonio Abate a Udine. Finita la guerra, la biblioteca (mancante di un centinaio di manoscritti, probabilmente andati dispersi durante i saccheggi compiuti dai soldati subito dopo la presa di Villa Manin) nel 1919 tornò in possesso del conte Leonardo Manin, discendente dell'ultimo doge di Venezia Lodovico Manin. Esattamente trent'anni dopo, nel 1949, il conte Leonardo, in occasione del suo 99º compleanno, decise di donare ai Musei civici la sua collezione di monete e alla "Vincenzo Joppi" l'archivio di famiglia (circa 800 grosse cartelle) e la biblioteca. Quest'ultima contava, al momento della donazione, 3297 opere a stampa e 1475 volumi manoscritti ed era costituita a sua volta da una serie di fondi:
  - Fondo Svajer (729 volumi): dopo la morte del mercante e bibliofilo Amedeo Svajer, nel 1794 la sua collezione fu divisa da Jacopo Morelli, allora bibliotecario della Marciana. La prima parte fu acquistata dalla Serenissima e fu divisa a sua volta tra l'Archivio di Stato e la biblioteca di San Marco, gli 835 volumi rimasti, invece, furono comprati dal doge Lodovico Manin. Nonostante un centinaio di volumi siano andati perduti nel 1917, il fondo Svajer costituisce il nucleo principale della biblioteca della famiglia Manin e i documenti originali che include, come commissioni ducali, relazioni di ambasciatori e lettere di magistrati, rappresentano fonti di primaria importanza per ricostruire la politica interna ed estera della Repubblica di Venezia, specialmente nel XVIII secolo[43].
  - Fondo Priuli (257 volumi): la biblioteca della famiglia Priuli era "una delle più ricche collezioni di libri di autori patrizi veneziani stampati e manoscritti"[44] ed i documenti originali ed autografi che comprende la rendono particolarmente importante. Fu riunita dal cardinal Antonio Marino Priuli nel '700 e dal 1810 fa parte della collezione Manin.
  - Fondo Rossi (161 volumi): prima che la biblioteca della famiglia Manin fosse restituita al conte Leonardo nel 1919, l'allora direttore della Biblioteca Marciana, Giulio Coggiola, stilò per il Ministero dell'Istruzione Pubblica una relazione sui beni presenti nella chiesa di Sant'Antonio Abate. In quell'occasione, per la prima volta, la provenienza di questo fondo fu attribuita a Giovanni Rossi (1776-1852), studioso membro dell'Ateneo Veneto e amico dello stesso Leonardo Manin. Tuttavia, poiché i libri posseduti da Rossi sono tutti rintracciabili o alla biblioteca del Museo Correr o alla Marciana, resta ancora ignota l'origine di questo fondo[45], ricco di lettere, memorie e cronache riguardanti la storia di Venezia.
  - Fondo Valaresso (97 volumi): Comelli[46] riteneva che questa raccolta fosse composta dai codici appartenuti a Zaccaria Valaresso (1686-1769), un patrizio veneziano che fu anche bibliotecario alla Marciana e autore di una tragedia (Rutzvanscad il Giovane) e di libretti per musica[47]. In realtà, i manoscritti di questo fondo sono tutti posteriori alla morte di Valaresso[48], anche se non se ne conosce ancora l'autore.
  - Fondo Basadonna (33 volumi): nonostante si tratti della raccolta quantitativamente meno rilevante, il fondo Basadonna è fondamentale per ripercorrere la vicenda di Pietro Basadonna (1617-1684), ambasciatore veneziano presso la corte di Spagna e presso la Santa Sede, Procuratore di San Marco e cardinale dal 1673. La nobile famiglia dei Basadonna si legò ai Manin grazie al matrimonio tra Lodovico Alvise Manin e Maria di Pietro Basadonna, genitori dell'ultimo doge di Venezia.
  - Fondo Manin (89 volumi): in questo corpus si trovano carteggi, lettere e documenti originali riguardanti la famiglia Manin, utili, in particolare, per ricostruire non solo le ultime fasi della Repubblica di Venezia, ma anche la biografia di Leonardo Manin, storico e ciambellano alla corte di Vienna.
- Fondo Piemonte: nel 1959 l'avv. Leonardo Piemonte donò alla biblioteca civica la sua collezione di circa 15 000 volumi di argomento prevalentemente umanistico, utili, fra le altre cose, allo studio dell'arte tipografica nel XVII e nel XVIII secolo[32].
- Fondo Percoto: dopo la morte della scrittrice friulana il suo archivio era finito, per ragioni ereditarie, prima a Rovigo, poi a Roma e infine a Venezia, dove era custodito presso la biblioteca dello IUAV per conto del professor Carlo Minelli (1898-1954). Fu l'allora bibliotecario Giovanni Comelli a rintracciare l'archivio e il 12 dicembre 1954, morto Minelli e raggiunto un accordo con i suoi eredi, il Consiglio Comunale di Udine approvò l'acquisto dell'archivio per la somma di 1.300.000 lire[49] (a cui contribuì anche l'Amministrazione provinciale di Udine). Il fondo Percoto, fondamentale per ricostruire le vicende di questa scrittrice, può essere diviso in due parti: nella prima si trovano oltre 1500 minute di lettere e racconti scritti dall'autrice friulana, nella seconda invece ci sono alcuni manoscritti altrui e 861 missive dirette alla Percoto da personalità come Prospero Antonini, Felice Le Monnier, Niccolò Tommaseo, Pacifico Valussi e anche Giovanni Verga[50].
- Fondo del Torso: durante la sua vita di studioso di araldica e storia friulana, il conte Enrico del Torso (1876-1955) aveva già donato alcuni libri alla Civica di Udine e vi aveva anche fatto confluire singoli manoscritti e archivi familiari. Per sua disposizione, dopo la morte la sua biblioteca fu donata alla "Vincenzo Joppi". Il fondo del Torso, arrivato nel 1956, è costituito da oltre 11 000 volumi tra cui riviste specializzate (che la biblioteca continua ad acquistare per sua volontà), libri di araldica, storia delle famiglie del Friuli, diplomatica e sfragistica e 27 album di fotografie (molte delle quali scattate dallo stesso del Torso) che ritraggono famiglie, località friulane e un gran numero di stemmi[51].

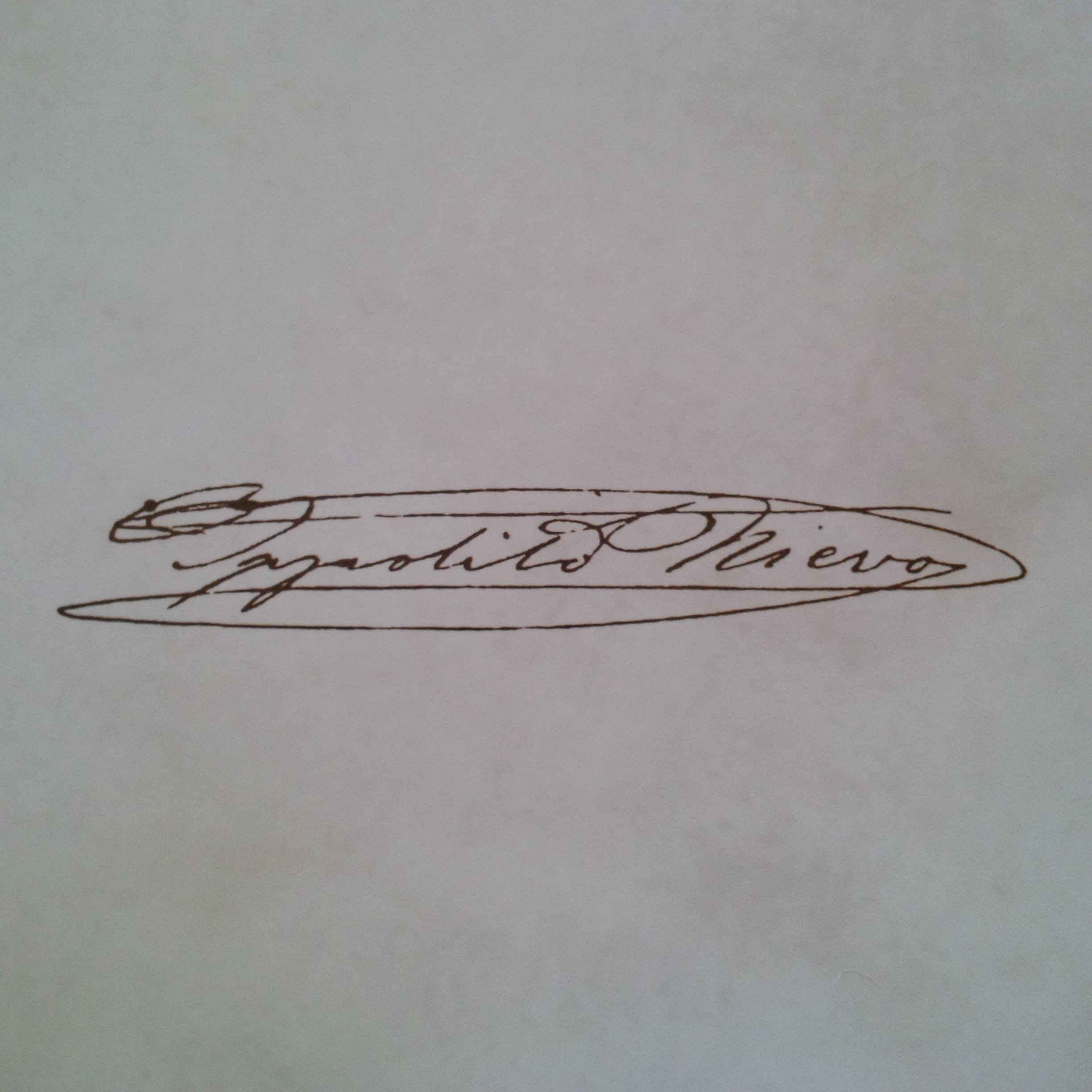
Firma di Ippolito Nievo

- Firma di Ippolito NievoFondo Nievo: Ippolito Nievo passò parte della sua giovinezza nel territorio udinese (la madre aveva ereditato parte del castello di Colleredo e il padre lavorò per certi periodi alla pretura di Udine), dove collaborò anche con due riviste locali, "L'Alchimista friulano" e l'"Annotatore friulano". Dopo la sua prematura morte nel 1861, il suo archivio andò in parte disperso ed è questo il motivo per cui arrivò alla biblioteca di Udine nell'arco di diversi decenni e in fasi diverse. Nel 1936 Antonio Nievo, nipote di Alessandro, il fratello di Ippolito, consegnò alla biblioteca il primo nucleo di manoscritti rimasti in possesso della famiglia[52]. Altre donazioni alla Civica di Udine furono fatte dal medico e appassionato di studi friulani Luigi Ciceri tra il 1953 e il 1961. Nel 1963 fu invece la "Vincenzo Joppi" ad acquistare alcune lettere di Ippolito Nievo dalla libreria antiquaria L. Banzi di Bologna. L'ultima parte del fondo Nievo arrivò nel 2004 con la consegna della collezione di Andreina Nicoloso, la vedova di Ciceri. Questa serie di donazioni e acquisizioni ha fatto sì che, ad oggi, la maggior parte delle lettere scritte e ricevute da Ippolito Nievo siano custodite alla Biblioteca civica di Udine[53].